# 자카르타 (영화)
"자카르타"는 2000년에 개봉한 대한민국의 영화이다.

## 줄거리
NO1. UNDER TARGET-블루, 화이트, 레드 오광투자 금융의 지하 맨홀. 서로의 본명조차 알지 못하는 세 사람의 범죄자... 그들은 오광 투금을 털기 위해 모인 멤버들이다. 금고 바닥을 파 들어가 돈을 탈취한 후, 미리 준비한 시체를 금고 안에 넣고 가스폭발을 유도하는게 그들의 계획. 
NO2. IN THE TARGET-사현, 은아 오광 투자 금융의 부사장 사현은 사장의 아들. 그러나 방탕한 생활로 아버지 몰래 20억의 사채를 끌어다 쓴다. 돈을 갚으라는 폭력단의 협박과 자신을 불신하는 아버지 사이에서 진퇴양난에 빠진 사현. 궁여지책 끝에 은행직원이며 자신의 애인인 은아에게 회사 금고를 털자고 제안하는데...
NO3. TO THE TARGET-해룡, 두산 해룡과 두산은 친형제 사이. 둘은 신생 투자사로 거액의 현금을 확보하고 있는 오광 투자 금융을 털기로 뜻을 모은다. 무기 밀매상에게 최신 권총을 구입한 해룡. 그들은 범행전날 은행현장까지 둘러보며 세부적 계획까지 세우는데... 은행이 문을 여는 오전 9시. 세 팀의 계획이 동시에 불 붙는다. 그렇다면?

## 캐스팅
- 김상중 : 해룡 역
- 윤다훈 : 사현 역
- 임창정 : 블루 역
- 진희경 : 레드 역
- 이재은 : 은아 역
- 김세준 : 화이트 역
- 박준규 : 두산 역
- 이창 : 시체 중개인 역
- 신충식 : 진 사장 역
- 차재성 : 형사 1 역
- 최민서 : 형사 2 역
- 임세호 : 김치민 역
- 신민승 : 무기 중개상 역
- 우승 : 김 비서 역
- 배준석 : 김치민 부하 1 역
- 조성욱 : 김치민 부하 2 역
- 노승진 : 은행 남직원 1 역
- 신권 : 은행 남직원 2 역
- 박경구 : 은행 남직원 3 역
- 최병덕 : 은행 남직원 4 역
- 장윤석 : 은행 남직원 5 역
- 류영선 : 은행 남직원 6 역
- 김민정 : 은행 여직원 1 역
- 김묘선 : 은행 여직원 2 역
- 이희연 : 은행 여직원 3 역
- 이주한 : 경찰 1 역
- 이종범 : 경찰 2 역
- 이희영 : 경찰 3 역
- 송병락 : 호텔 지배인 역
- 장효민 : 안내원 1 역
- 최윤희 : 안내원 2 역
- 이혁우 : 웨이터 역
- 정초신 : 죄수 역

### 특별출연
- 권민중 : 공항부스 안내원 역
- 최상학 : 중국집 종업원 역
- 배장수 : 청원 경찰 역
- 김두찬 : 모범택시 기사 역
- 송유진 : 은행 아줌마 역

## 수상
- 2001년 제5회 부천국제판타스틱영화제 메이드 인 코리아